# 1월 5일
1월 5일은 그레고리력으로 5번째 날에 해당한다.

## 사건
- 1554년 - 네덜란드 아인트호벤에서 큰 화재가 발생하다.
- 1781년 - 미국 독립 전쟁: 버지니아주 리치먼드가 베네딕트 아놀드의 영국 해군에 의해 타격을 입었다.
- 1885년 - 우정총국에서 우편 업무 폐지.
- 1905년 - 무용가 이사도라 던컨, 러시아 노동자 장례행렬에서 춤추다.
- 1924년 - 의열단원 김지섭, 일본 천황 폭살 기도 실패
- 1949년 - 미국의 해리 S. 트루먼 대통령이 트루먼 페어딜 정책을 발표하다.
- 1964년 - 동, 서방 교회 수장이 예루살렘에서 910년 만에 만남.
- 2003년 - 이스라엘 텔아비브에서 2회의 자살폭탄테러가 발생하여 23명이 사망하다.
- 2004년 - 부룬디의 후투족 무장 조직인 FNL(fr)이 2003년 12월 31일 발표한 선전 포고를 철회하고 도미티앵 은다이제예(fr) 대통령과 협상할 것을 받아들이다.
- 2014년
  - 인도 가오주의 신축 중이던 건물이 붕괴해 14명이 사망하였다.
  - 방글라데시에서 반정부 시위가 발생해 100여명이 사망하였다.

## 문화
- 1982년 - 대한민국의 야간통행금지가 해제되다.
- 2005년 - 대한민국에서 발견된 공룡인 천년 부경용이 클리블랜드 자연사박물관의 세계 공룡 목록에 등재되었다. 이는 대한민국에서 발견된 것으로는 두 번째로, 한국어 이름으로는 처음으로 등재된 것이다.
- 2007년 - 중화민국의 타이베이시와 가오슝시간의 고속철도가 개통하였다.
- 2013년 - 동차형 새마을호가 운행중지되었다.
- 2015년 - 보도전문채널 연합뉴스TV 개국.

## 탄생
- 1592년 - 무굴 제국의 황제 샤 자한. (~1666년)
- 1759년 - 방데 반란의 지도자 자크 카텔리노. (~1793년)
- 1876년 - 서독의 초대 총리 콘라트 아데나워. (~1967년)
- 1890년 - 대한민국의 독립운동가 김상옥. (~1923년)
- 1907년 - 대한민국의 수필가 김소운. (~1981년)
- 1912년 - 대한민국의 아동 문학가 이원수. (~1981년)
- 1920년
  - 대한민국의 정치인 김세영. (~2010년)
  - 이탈리아의 피아니스트 아르투로 베네데티 미켈란젤리. (~1995년)
- 1928년
  - 사우디아라비아의 정치인 술탄 이븐 압둘아지즈 알사우드. (~2011년)
  - 미국의 제42대 부통령 월터 먼데일. (~2021년)
  - 중화인민공화국의 정치인 첸치천. (~2017년)
- 1931년
  - 미국의 배우 로버트 듀발.
  - 오스트리아의 피아니스트 알프레트 브렌델. (~2025년)
- 1932년
  - 이탈리아의 기호학자, 작가 움베르토 에코. (~2016년)
  - 영국의 축구 선수 빌 폴크스. (~2013년)
- 1935년
  - 대한민국의 정치인 반형식. (~2024년)
  - 대한민국의 성우 출신 배우 김복희.
- 1937년 - 일본의 정치인 고노 요헤이.
- 1938년
  - 대한민국의 정치인 박양수. (~2024년)
  - 스페인의 국왕 후안 카를로스 1세.
  - 케냐의 작가 응구기 와 티옹오. (~2025년)
- 1941년 - 일본의 애니메이션 감독 미야자키 하야오.
- 1942년
  - 이탈리아의 피아니스트 마우리치오 폴리니. (~2024년)
  - 쿠웨이트의 정치인 자베르 알무바라크 알하마드 알사바. (~2024년)
- 1944년 - 대한민국의 전문직업인 김시우.
- 1945년 - 러시아의 정치인 이반 립킨.
- 1946년 - 미국의 배우 다이앤 키턴.
- 1950년 - 대한민국의 사회운동가, 정치인 정상용.
- 1952년
  - 대한민국의 성우, 배우 장광.
  - 독일의 축구 선수 울리 회네스.
- 1953년
  - 대한민국의 전 농구 선수 김동광.
  - 대한민국의 제빵사 김영모.
- 1956년
  - 대한민국의 정치평론가 강준만.
  - 대한민국의 방송인 김종국.
  - 독일의 정치인, 제12대 대통령 프랑크발터 슈타인마이어.
- 1958년
  - 대한민국의 배우, 무술가 한국일.
  - 대한민국의 기업인 정명준.
- 1959년
  - 대한민국의 군인 조현천.
  - 미국의 배우 및 성우 클랜시 브라운.
- 1962년 - 대한민국의 전 야구 선수, 현 야구 코치 박흥식.
- 1963년 - 대한민국의 전 공무원 서동욱.
- 1964년 - 대한민국의 의원 신용식.
- 1965년 - 대한민국의 정치인 강기정.
- 1966년
  - 대한민국의 소설가 유철균.
  - 일본의 성우 아마노 유리.
- 1967년 - 대한민국의 변호사 조수연.
- 1968년
  - 대한민국의 가수, 작곡가 정연준.
  - 대한민국의 희극인 김경민.
  - 스위스의 싱어송라이터 DJ 보보.
  - 일본의 비평가 미즈노 슌페이.
  - 폴란드의 권투 선수 안제이 고워타.
- 1969년
  - 미국의 음악가 마릴린 맨슨.
  - 미국의 배우 셰이 위검.
- 1970년
  - 대한민국의 전 야구 선수, 현 야구 코치 강성우.
  - 대한민국의 연출가, 가수, 뮤지컬 배우 김도형.
- 1971년
  - 대한민국의 소설가 겸 번역가 송경아.
  - 대한민국의 지방의원 김미화.
  - 대한민국의 전 축구 선수 김호철.
  - 크로아티아의 전 축구 선수 요슈코 옐리치치.
- 1972년 - 대한민국의 배우 장서희.
- 1973년
  - 대한민국의 성우 국승연.
  - 대한민국의 가수 미나.
  - 대한민국의 가수 전지연.
  - 대한민국의 정치인 이정문.
- 1974년 - 대한민국의 전 야구 선수 정호진.
- 1975년
  - 대한민국의 성우 홍진욱.
  - 미국의 배우이자 영화 감독, 프로듀서 브래들리 쿠퍼.
- 1976년
  - 일본의 성우 아사누마 신타로.
  - 스페인의 축구 선수 디에고 트리스탄.
  - 칠레의 정치인 요하네스 카이저.
- 1977년 - 대한민국의 가수 김현정.
- 1978년
  - 미국의 영화배우 재뉴어리 존스.
  - 대한민국의 전 배구 선수 백승헌.
  - 대한민국의 영화 배우 진선미.
- 1980년
  - 대한민국의 배우 신정선.
  - 대한민국의 가수, 배우 황현준.
  - 독일의 축구 선수 제바스티안 다이슬러.
- 1981년
  - 대한민국의 아나운서 한상헌.
  - 아제르바이잔의 권투 선수 뷔가르 앨래크배로프.
  - 캐나다의 전자 음악가 데드마우스.
- 1982년
  - 일본의 야구 선수 아오키 노리치카.
  - 일본의 유도 선수 쓰카다 마키.
- 1983년 - 대한민국의 축구 선수 이여성.
- 1984년
  - 일본의 배우, 가수, 모델 나가사와 나오.
  - 대한민국의 배우 민영원.
  - 대한민국의 배우 유인영.
- 1985년
  - 대한민국의 아나운서 이하린.
  - 대한민국의 가수 허공, 허각.
  - 프랑스의 배우 멜라니 베르니에.
- 1986년
  - 일본의 배우, 가수 코이케 텟페이.
  - 대한민국의 배우 이도영.
  - 대한민국의 희극인 이국주.
  - 대한민국의 배우 주민하.
  - 인도의 배우 디피카 파두콘.
- 1987년
  - 대한민국의 야구 선수 김명제.
  - 대한민국의 가수 송민경 (더 씨야).
  - 대한민국의 연극배우, 영화배우 류지훈.
- 1988년 - 대한민국의 야구 선수 나성용.
- 1989년 - 대한민국의 뮤지컬 배우 윤준호.
- 1990년
  - 대한민국의 배우 신윤정.
  - 대한민국의 가수 양요섭 (비스트, 하이라이트).
- 1991년
  - 대한민국의 댄스 스포츠 선수 이해인.
  - 스페인의 축구 선수 다니엘 파체코.
- 1992년
  - 영국의 모델 수키 워터하우스.
  - 일본의 배구 선수 후지이 나오노부.
- 1993년
  - 대한민국의 배우 박경혜.
  - 대한민국의 바둑 기사 강지훈.
- 1994년 - 대한민국의 가수 설이랑.
- 1995년 - 대한민국의 바둑 기사 양우석.
- 1996년
  - 프랑스의 유도 선수 뤼카 므케이제.
  - 대한민국의 골프 선수 안나린.
- 1997년
  - 대한민국의 가수 수윤.
  - 스페인의 축구 선수 헤수스 바예호.
- 1998년 - 스웨덴의 축구 선수 카를레스 알레냐.
- 1999년 - 대한민국의 리그 오브 레전드 프로게이머 루트.
- 2000년 - 일본의 배우 마시코 아츠키.
- 2001년
  - 대한민국의 사격 선수 추가은.
  - 대한민국의 가수 현.
- 2002년 - 대한민국의 가수 가린 (앨리스).
- 2004년 - 대한민국의 배우 안지호.
- 2006년 - 중국의 가수 한진. (TWS)
- 2013년 - 대한민국의 아역 배우 박예린.

### 미상
- 대한민국의 축구 선수 우현.
- 대한민국의 가수 라라.

## 사망
- 1066년 - 잉글랜드의 왕 에드워드 참회왕. (1003년~)
- 1477년 - 부르고뉴의 공작 샤를1세 드 부르고뉴 공작. (1433년~)
- 1589년 - 앙리 2세의 어머니이자 프랑스의 섭정 카트린 드 메디시스. (1519년~)
- 1762년 - 러시아 제국 로마노프 왕조의 6번째 군주 옐리자베타 페트로브나. (1709년~)
- 1827년 - 영국 조지 3세의 아들 요크와 올버니 공작 프레더릭. (1763년~)
- 1901년 - 미국의 정치인 커티스 후크스 브로그던. (1816년~)
- 1922년 - 영국의 군인, 탐험가 어니스트 섀클턴. (1874년~)
- 1933년 - 미국의 대통령 캘빈 쿨리지. (1872년~)
- 1947년 - 일본의 군인 나가노 오사미. (1880년~)
- 1951년 - 대한민국의 독립 운동가 서재필. (1864년~)
- 1951년 - 대한민국의 소설가 김동인. (1900년~)
- 1981년 - 대한민국의 배우 라시찬. (1940년~)
- 2001년 - 대한민국의 성우 이영달. (1942년~)
- 2007년 - 일본의 기업인 안도 모모후쿠. (1910년~)
- 2013년 - 대한민국의 조직폭력배 김태촌. (1948년~)
- 2014년 - 포르투갈의 축구 선수 에우제비우. (1942년~)
- 2016년 - 프랑스의 지휘자, 작곡가 피에르 불레즈. (1925년~)
- 2017년 - 대한민국의 국악인 성창순. (1934년~)
- 2018년
  - 대한민국의 역사학자 전해종. (1919년~)
  - 미국의 우주비행사 존 영. (1930년~)
- 2019년
  - 대한민국의 배우 하용수. (1950년~)
  - 유고슬라비아의 축구 선수 및 지도자 드라고슬라브 셰쿨라라츠. (1937년~)
- 2021년
  - 대한민국의 화가 김창열. (1929년~)
  - 대한민국의 지방의회의원 김봉희. (1966년~)
  - 잉글랜드의 축구 선수 콜린 벨. (1946년~)
  - 영국의 영화배우 존 리처드슨. (1934년~)
- 2022년
  - 대한민국의 배우 김미수. (1992년~)
  - 대한민국의 정치인 김동성. (1948년~)
  - 대한민국의 법조인 안상돈. (1940년~)
- 2023년
  - 대한민국의 법조인 김덕주. (1933년~)
  - 미국의 영화배우 얼 보엔. (1941년~)
  - 대한민국의 국악음악가 정은하. (1956년~)
  - 이탈리아의 축구 선수 에르네스토 카스타노. (1939년~)
  - 미국의 행동경제학자 허버트 긴티스. (1940년~)
- 2024년
  - 잉글랜드의 가수 델 파머. (1952년~)
  - 브라질의 축구 선수, 축구 감독 마리우 자갈루. (1931년~)
  - 대한민국의 바둑 기사 장명한. (1957년~)
- 2025년
  - 독일의 체스선수 로베르트 휘브너. (1948년~)
  - 그리스의 정치인 코스타스 시미티스. (1936년~)
  - 대한민국의 소설가 이회성. (1935년~)

## 기념일
- 조류의 날(National Bird Day): 미국

## 같이 보기
- 전날: 1월 4일 다음날: 1월 6일 - 전달: 12월 5일 다음달: 2월 5일
- 음력: 1월 5일
- 모두 보기